# Transportador de esteira rolante

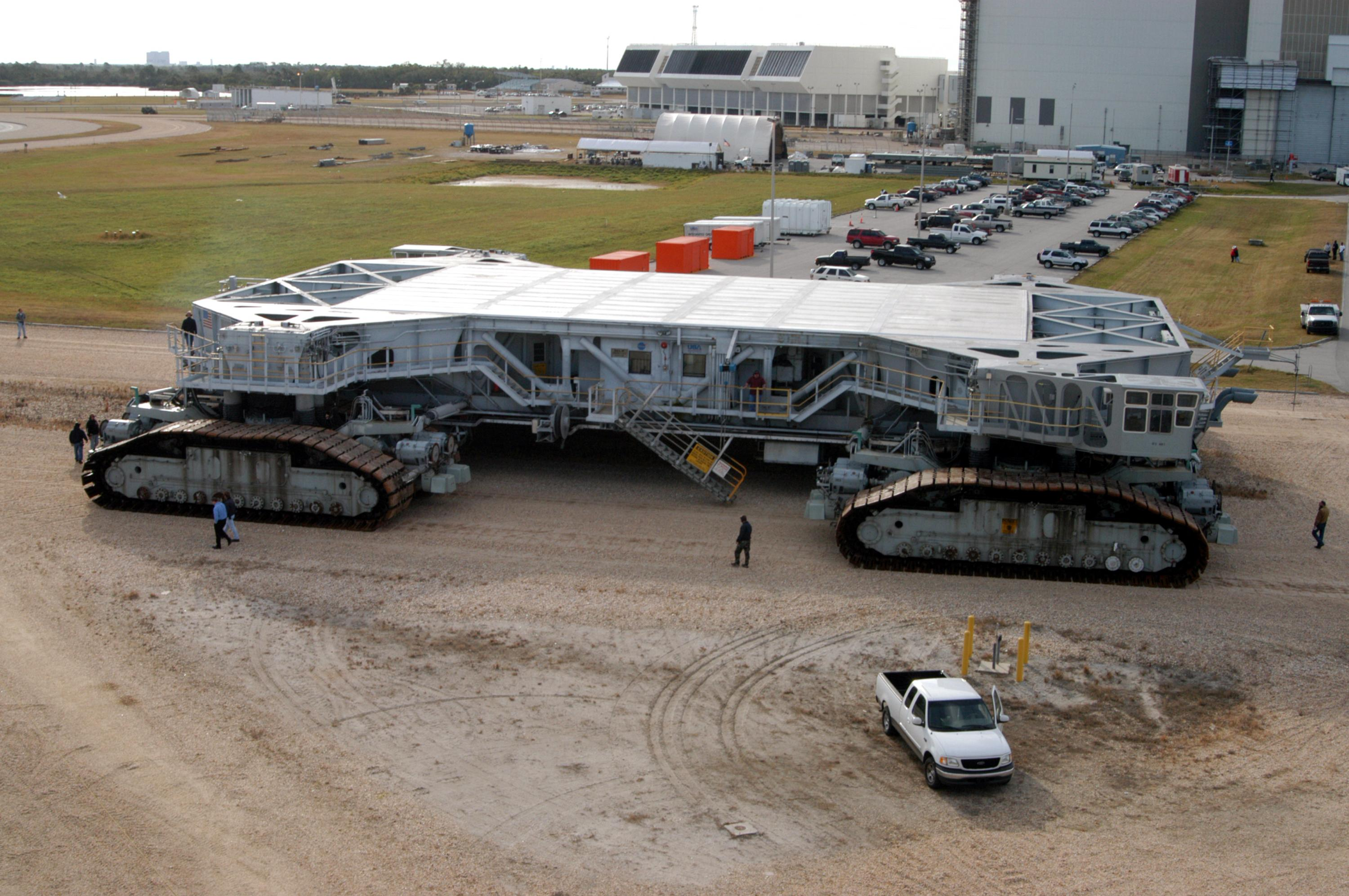
Um transportador de esteira da NASA em 2004.

O transportador de esteira (também conhecidos como Missile Crawler Transporter Facilities), são um par de veículos de rastros usados para transportar espaçonaves do Edifício de Montagem de Veículos (VAB) da Administração Nacional da Aeronáutica e Espaço (NASA) ao longo da pista Crawlerway até o Complexo 39 de lançamento do Centro Espacial Kennedy. Eles foram originalmente usados para transportar os foguetes Saturn IB e V durante os programas Apollo, Skylab e Apollo–Soyuz. Foram então usados para transportar ônibus espaciais de 1981 a 2011. Os transportadores de esteira transportam veículos nas plataformas de lançamento móvel usadas pela NASA, e após cada lançamento retornam às plataformas ao VAB.
Os dois transportadores de esteiras foram projetados e construídos pela Marion Power Shovel Company usando alguns componentes projetados e construídos pela Rockwell International a um custo de 14 milhões de dólares a unidade (128,5 milhões em 2022). Após sua construção, o transportador de esteiras tornou-se o maior veículo terrestre automotor do mundo até ser derrotado em 2013 com a produção do guindaste sobre esteiras ultrapesado XGC88000. Enquanto outros veículos de escavadeiras, como Bagger 288, Big Muskie e Marion 6360 são significativamente maiores, sendo alimentados por fontes externas.
Os dois transportadores de esteiras foram adicionados ao Registro Nacional de Lugares Históricos em 21 de janeiro de 2000.